# Acmocera transverselineata
Acmocera transverselineata är en skalbaggsart som beskrevs av Stefan von Breuning 1977. Acmocera transverselineata ingår i släktet Acmocera och familjen långhorningar. Inga underarter finns listade i Catalogue of Life.